# Dumitru Tudose
Dumitru Tudose (n. 28 iulie 1889) a fost un general român care a luptat pe frontul antisovietic în cel de-al Doilea Război Mondial.

## Cariera militară
A absolvit Școala de Ofițeri în 1911. A fost înaintat în 16 octombrie 1935 la gradul de colonel.
Colonelul Tudose a îndeplinit funcția de prim-subșef de Stat Major al Armatei, preocupându-se de satisfacerea nevoilor unităților militare care luptau pe front, și a fost numit apoi comandant militar al municipiului Chișinău. A fost decorat pe 23 decembrie 1941 cu Ordinul „Coroana României” cu spade în gradul de comandor și cu panglică de „Virtute Militară” „pentru zelul și priceperea de care a dat dovadă în calitate de prim-subșef de Stat Major al Armatei, asigurând organizarea spatelui și funcționarea serviciilor pentru satisfacerea cerințelor frontului, mergând la unități pe front spre a vedea nevoile la fata locului și lua măsuri imediate. La ocuparea Chișinăului a fost numit comandant militar al municipiului, împrejurarea în care s'a arătat bun organizator și militar hotărât”.
Luându-se în considerare vechimea în grad și meritele militare dovedite pe câmpul de luptă, a fost înaintat în 24 ianuarie 1942 la gradul de general de brigadă.
În 1949, Dumitru Tudose a fost arestat și condamnat la 20 de ani de pușcărie, a fost eliberat în 1955 și reabilitat în 1966.

## Decorații
- Ordinul „Coroana României” în gradul de Comandor (8 iunie 1940)[5]
- Ordinul „Coroana României” cu spade în gradul de comandor și cu panglică de „Virtute Militară” (23 decembrie 1941)[3]